# Basketball-Bundesliga 1968-1969
La Basketball-Bundesliga 1968-1969 è stata la 3ª edizione del massimo campionato tedesco occidentale di pallacanestro maschile. La vittoria finale è stata ad appannaggio del VfL Osnabrück.

## Risultati

### Stagione regolare

#### Gruppe Nord
|     | Squadra                 | G  | V | N | P | PF   | PS   | Pt. | Qualificazione |
| --- | ----------------------- | -- | - | - | - | ---- | ---- | --- | -------------- |
| 1.  | VfL Osnabrück           | 18 |   |   |   | 1572 | 1166 | 34  | playoffs       |
| 2.  | TuS 04 Leverkusen       | 18 |   |   |   | 1288 | 1004 | 30  | playoffs       |
| 3.  | MTV Wolfenbüttel        | 18 |   |   |   | 1300 | 1105 | 26  |                |
| 4.  | SSV Hagen               | 18 |   |   |   | 1312 | 1189 | 23  |                |
| 5.  | ATV 77 Düsseldorf       | 18 |   |   |   | 1364 | 1324 | 20  |                |
| 6.  | TuSA Düsseldorf         | 18 |   |   |   | 1206 | 1243 | 16  |                |
| 7.  | Oldenburger TB          | 18 |   |   |   | 1082 | 1265 | 11  |                |
| 8.  | Neuköllner Sportfreunde | 18 |   |   |   | 1107 | 1295 | 11  |                |
| 9.  | Post-SV Hannover        | 18 |   |   |   | 1118 | 1341 | 9   | retrocesse     |
| 10. | ASC Gelsenkirchen       | 18 |   |   |   | 1022 | 1439 | 0   | retrocesse     |

#### Gruppe Süd
|    | Squadra               | G  | V | N | P | PF   | PS   | Pt. | Qualificazione |
| -- | --------------------- | -- | - | - | - | ---- | ---- | --- | -------------- |
| 1. | MTV 1846 Gießen       | 18 |   |   |   | 1521 | 1181 | 32  | playoffs       |
| 2. | GW Francoforte        | 18 |   |   |   | 1589 | 1307 | 30  | playoffs       |
| 3. | Bayern Monaco         | 18 |   |   |   | 1427 | 1248 | 28  |                |
| 4. | USC Heidelberg        | 18 |   |   |   | 1425 | 1249 | 26  |                |
| 5. | USC Magonza           | 18 |   |   |   | 1341 | 1228 | 22  |                |
| 6. | Eintracht Francoforte | 18 |   |   |   | 1285 | 1398 | 14  |                |
| 7. | Heidelberger TV       | 18 |   |   |   | 1368 | 1395 | 11  |                |
| 8. | USC Monaco            | 18 |   |   |   | 1129 | 1253 | 9   |                |
| 9. | Darmstadt             | 18 |   |   |   | 1241 | 1555 | 7   | retrocesse     |
| 10 | TG Würzburg           | 18 |   |   |   | 1067 | 1579 | 1   | retrocesse     |

## Playoff
|  | Semifinali | Semifinali       | Semifinali |            |           | Finale    | Finale | Finale |  |
|  |            |                  |            |            |           |           |        |        |  |
|  | N1         | Osnabrück        | 2          |            |           |           |        |        |  |
|  | N1         | Osnabrück        | 2          |            |           |           |        |        |  |
|  | S2         | GW Francoforte   | 0          |            |           |           |        |        |  |
|  | S2         | GW Francoforte   | 0          |            | Osnabrück | Osnabrück | 76     |        |  |
|  |            |                  |            |            | Osnabrück | Osnabrück | 76     |        |  |
|  |            |                  | MTV Gießen | MTV Gießen | 69        |           |        |        |  |
|  | S1         | MTV Gießen       | MTV Gießen | MTV Gießen | 69        | 1         |        |        |  |
|  | S1         | MTV Gießen       |            |            |           |           |        |        |  |
|  | N2         | Bayer Leverkusen | 1          |            |           |           |        |        |  |

| Basketball-Bundesliga 1968-1969 |
| ------------------------------- |
| VfL Osnabrück 1º titolo         |

## Formazione vincitrice
| N° | Naz.                      | Ruolo | Sportivo           |  | Alt. |  |
| -- | ------------------------- | ----- | ------------------ |  | ---- |  |
| 4  | Germania Ovest (bandiera) | P     | Helmut Uhlig       |  | 176  |  |
| 5  | Germania Ovest (bandiera) | G     | Michael Haferkamp  |  | 182  |  |
| 6  | Germania Ovest (bandiera) | A     | Ulrich Renner      |  | 191  |  |
| 7  | Germania Ovest (bandiera) | C     | Klaus Ansmann      |  | 198  |  |
| 8  | Germania Ovest (bandiera) | A     | Wilfried Böttger   |  | 195  |  |
| 9  | Germania Ovest (bandiera) | P     | Harald Rupp        |  | 174  |  |
| 10 | Germania Ovest (bandiera) | C     | Klaus Weinand      |  | 200  |  |
| 11 | Siria (bandiera)          | P     | Rassem Yahya       |  | 175  |  |
| 12 | Germania Ovest (bandiera) | C     | Ingbert Koppermann |  | 199  |  |
| 13 | Germania Ovest (bandiera) | A     | Egon Homm          |  | 196  |  |
| 14 | Germania Ovest (bandiera) | A     | Eckhard Meyer      |  | 194  |  |
|    | Cecoslovacchia (bandiera) | All.  | Miloslav Kříž      |  |      |  |